# EZ Japan
『EZ Japan』是日月文化出版股份有限公司發行的月刊，台灣的日語學習雜誌。2000年8月創刊，每月20日發售。在台灣發行量最大的日語學習雜誌。2015年8月停刊。

## 關聯條目
- EZ TALK
- EZ BASIC
- 日月文化出版股份有限公司
- 日語
- Keroro軍曹

## 外部連結
- EZ Japan
- EZ Japan 互動雜誌介紹（页面存档备份，存于）